# Giáo hoàng Anastasiô III
Anastasiô III (Latinh: Anastasius III) là vị giáo hoàng thứ 120 của Giáo hội Công giáo. Theo niên giám tòa thánh năm 1806 thì ông đắc cử Giáo hoàng năm 911 và ở ngôi Giáo hoàng trong 2 năm 2 tháng. Niên giám tòa thánh năm 2003 xác định đó là từ tháng 4 năm 911 cho tới tháng 6 năm 903.
Giáo hoàng Anastasius sinh tại Rôma. Ông là người đạo đức. Trong suốt triều Giáo hoàng của ông diễn ra một cuộc trở lại Kitô giáo của người Norman, nhóm người này định cư ở khu vực phía bắc của nước Pháp và khu vực này mang tên Normandie từ danh xưng của họ.
Ông không thực hiện được gì nhiều, do tình hình nội bộ bất ổn. Anastasius III chịu đau khổ vì áp lực của vua Berengarius I. Có thể ông chết vì bị đầu độc. Ông được mai táng trong Vương cung thánh đường Thánh Phê rô xưa.